# Westplein (Rotterdam)
Het Westplein in de wijk Scheepvaartkwartier is een straat in de Nederlandse stad Rotterdam, die loopt van de Scheepstimmermanslaan en de Van Vollenhovenstraat naar de Parklaan, waar hij in overgaat. Zijstraten van het Westplein zijn de Houtlaan, Veerkade en de Westerstraat. Het Westplein is ongeveer 230 meter lang. Aan het Westplein staan een aantal rijksmonumentale gebouwen.

## Geschiedenis
Aan de Westplein 51 bevindt zich onder andere het rijksmonumentale Atlantic Huis, dit is een van de eerste bedrijfsverzamelgebouwen in Nederland en ligt tegenover de Veerhaven. Het gebouw is ontworpen door architect Piet Buskens naar Amerikaans voorbeeld wat op de toekomst was gericht. 
De rijksmonumentale herenhuizen aan het Westplein 9 en 10 (uit 1891-1892) zijn van de hand van architect Johannes (Jan) Verheul Dirkzoon die naar neorenaissance-stijl zijn gebouwd.
Het rijksmonumentale herenhuis aan het Westplein 11 (uit 1891) is gebouwd in rijke Neo-Renaissancestijl naar een ontwerp van de architect Theo Kanters (1842-1897) voor Otto Horstmann, een van de medeoprichters van de American Petroleum Company (APC).

## Trivia
- Aan het Westplein 12-14, zetelde tijdens de Tweede Wereldoorlog de Duitse havencommandant[8] en na de oorlog werd dit rijksmonument onder meer gebruik door het Korps Mariniers.[9]

## Rijksmonumenten

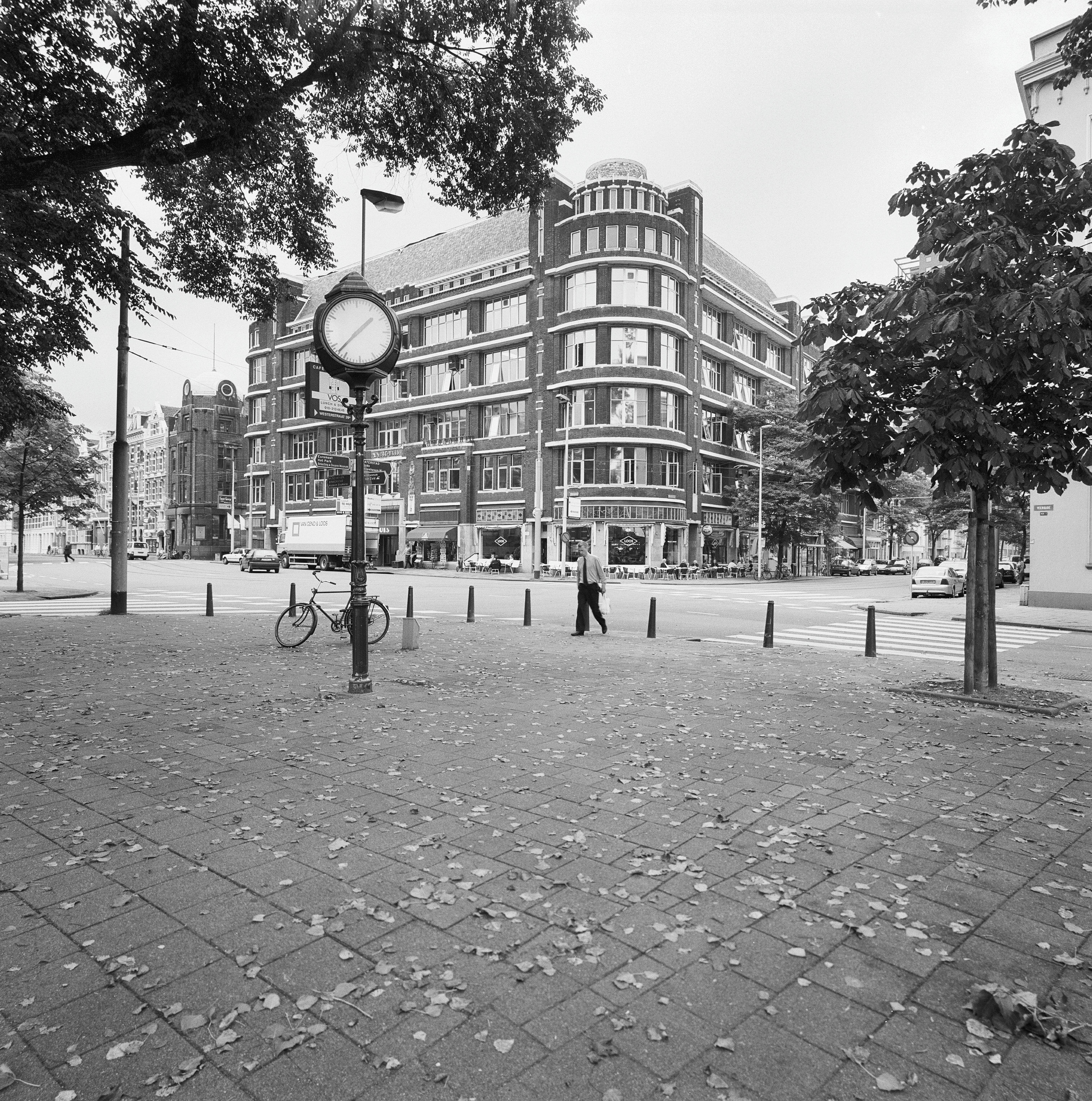
Atlantic Huis aan het Westplein 51
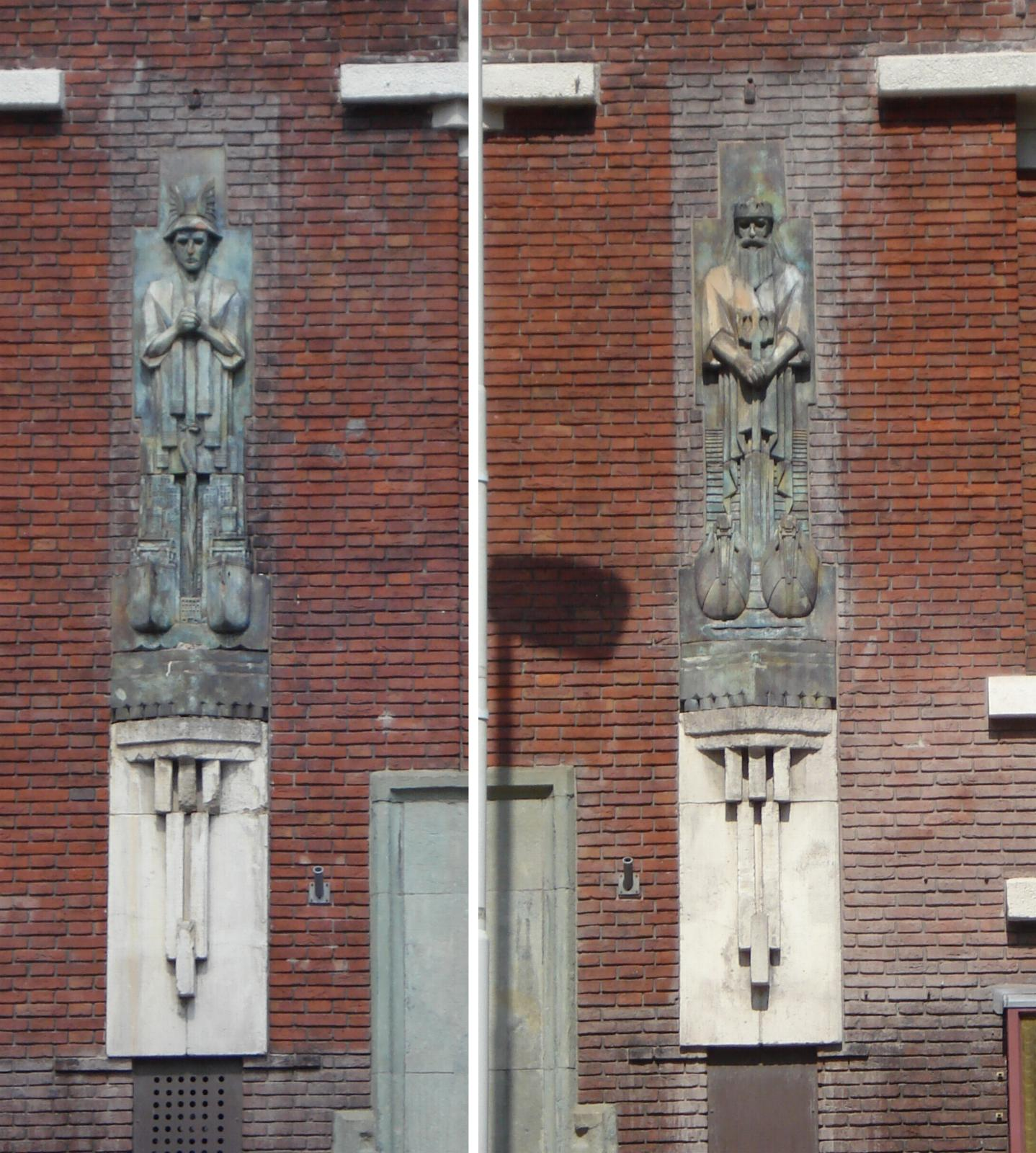
Beelden aan de gevel van het Atlantic House
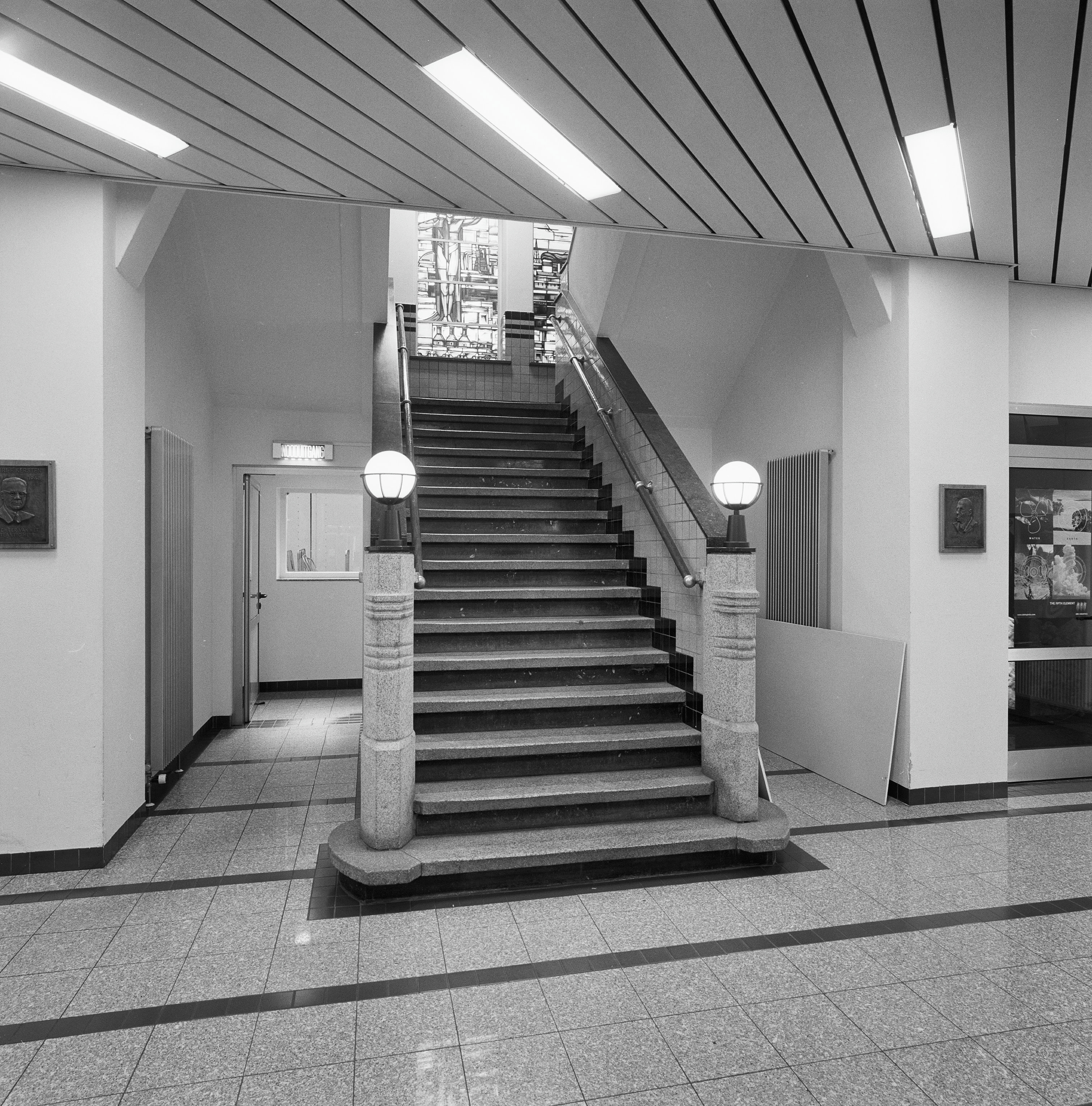
Interieur van het Atlantic House
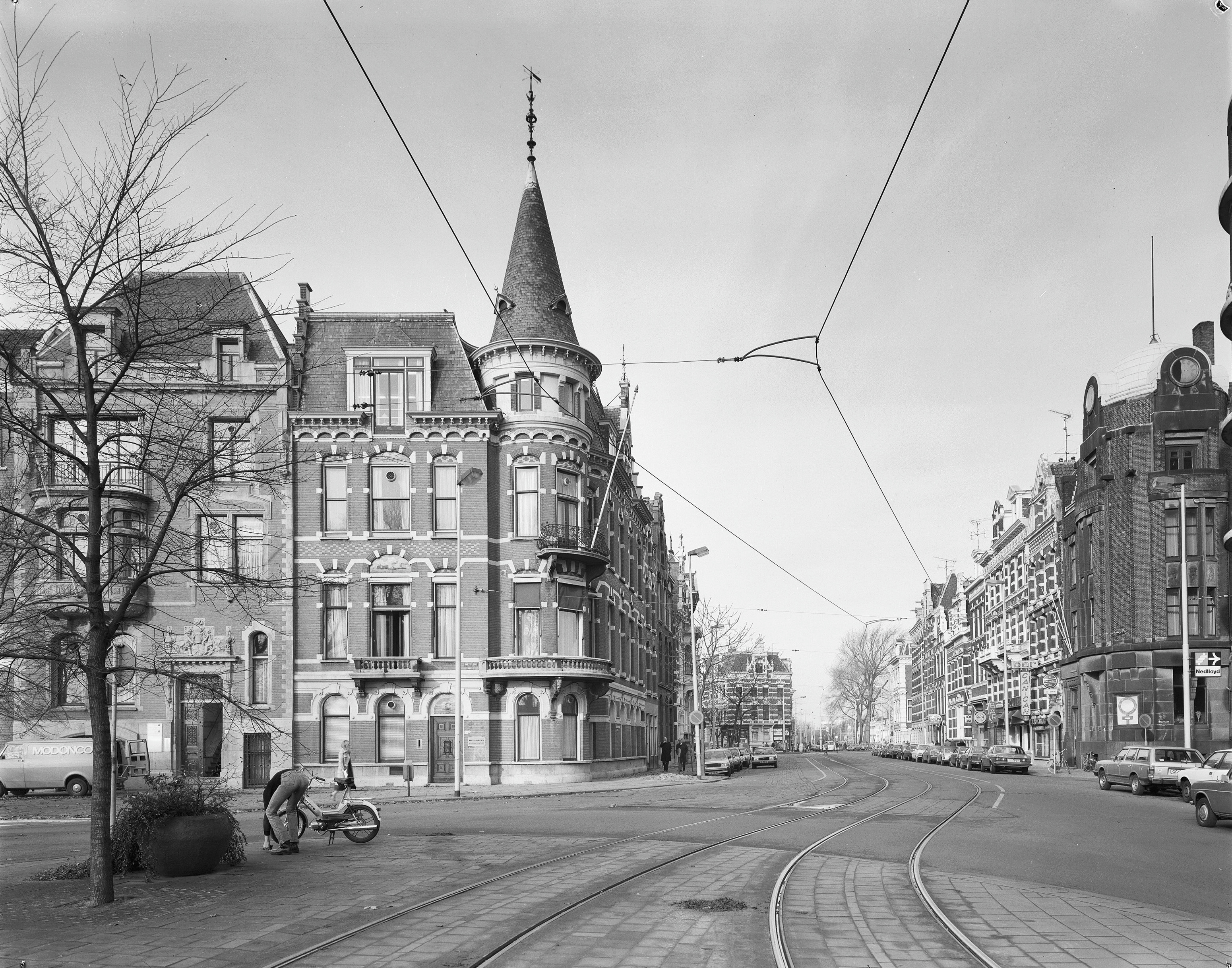
Westplein 5[10] op de hoek Vollenhovenstraat met rechts het Atlantic Huis
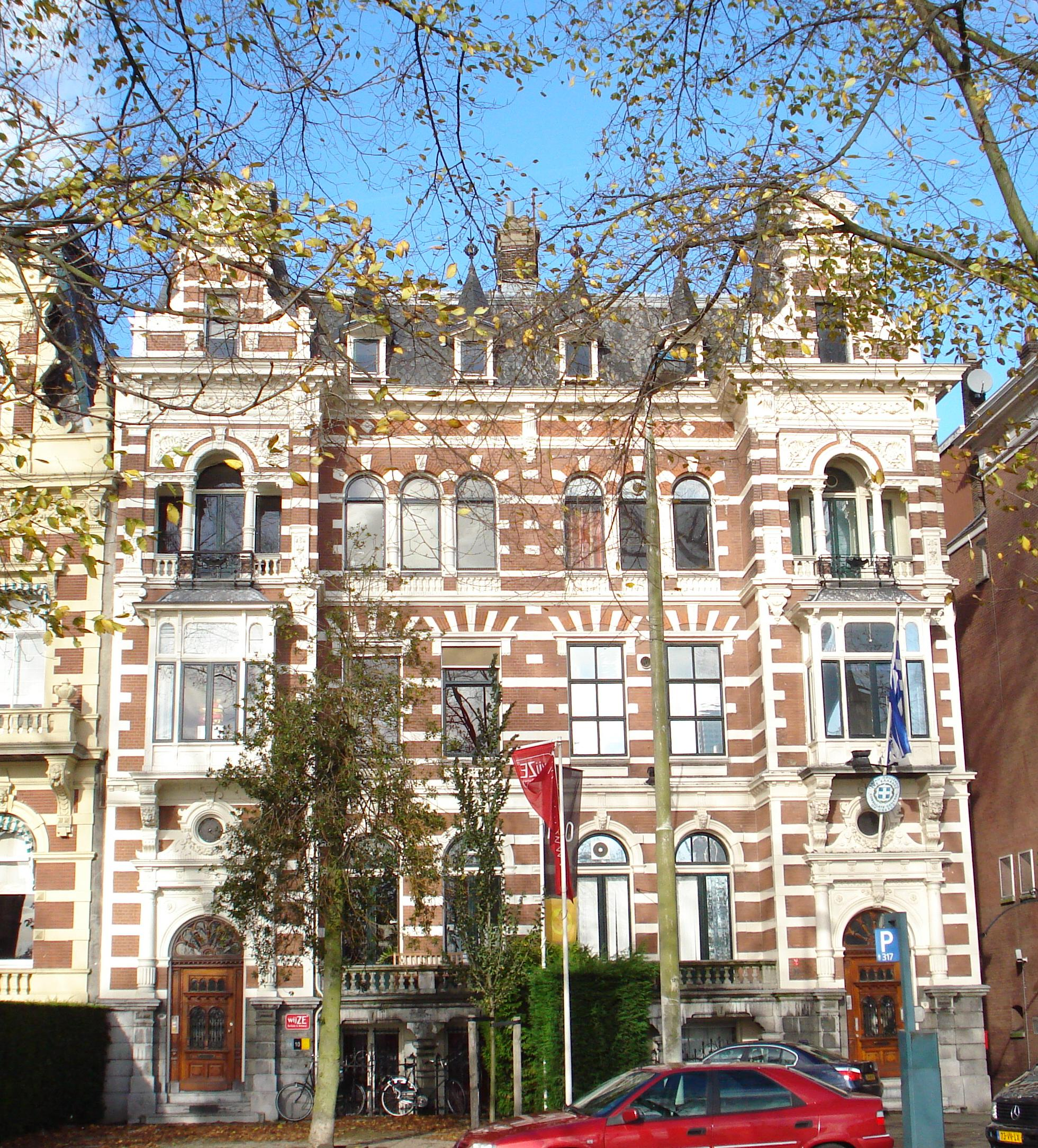
Westplein 9-10
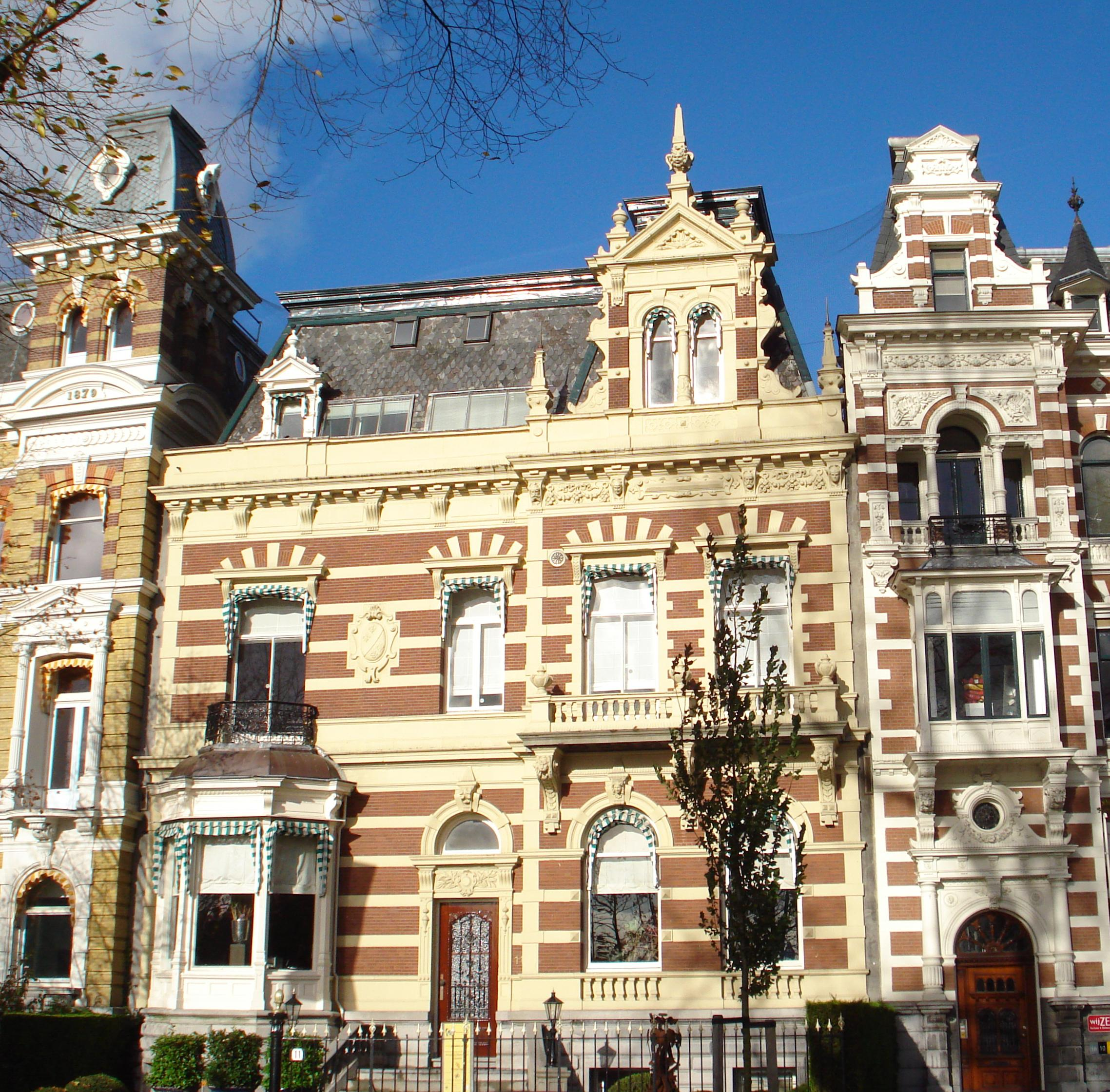
Westplein 11

Admiraal de Ruyterweg ·
Admiraliteitskade ·
Aert van Nesstraat ·
Baan ·
Batavierenstraat ·
Beukelsdijk ·
Beursplein ·
Beurstraverse ·
Binnenweg ·
Binnenwegplein ·
Binnenrotte ·
Blaak ·
Boezemweg ·
Boompjes ·
Bosland ·
Botersloot ·
Burgemeester van Walsumweg ·
Churchillplein ·
Coolsingel ·
Coolvest ·
Eendrachtsplein ·
Eendrachtsweg ·
Geldersekade ·
Goudsesingel ·
's-Gravendijkwal ·
Haagseveer ·
Henegouwerlaan ·
Hofdijk ·
Hofplein ·
Hoogstraat ·
Jonker Fransstraat ·
Karel Doormanstraat ·
Kipstraat ·
Kolk ·
Koningin Emmaplein ·
Korte Hoogstraat ·
Kruiskade ·
Kruisplein ·
Leuvehoofd ·
Lijnbaan ·
Lombardkade ·
Maasboulevard ·
Mariniersweg ·
Mathenesserlaan ·
Mauritsweg ·
Meent ·
Museumpark ·
Oostmolenwerf ·
Oostplein ·
Oude Binnenweg ·
Parkkade ·
Parklaan ·
Pim Fortuynplaats ·
Plein 1940 ·
Pompenburg ·
Rochussenstraat ·
Saftlevenstraat ·
Schiedamsedijk ·
Schiedamse Vest ·
Schouwburgplein ·
Spaansekade ·
Stadhuisplein ·
Stationsplein ·
Stroveer ·
Van Oldenbarneveltstraat ·
Vasteland ·
Veerkade ·
Weena ·
Westblaak ·
Westerkade ·
West-Kruiskade ·
Westersingel ·
Westplein ·
Willemskade ·
Willemsplein ·
Witte de Withstraat